# ツチ
ツチ（Tutsi、トゥツィ）は、アフリカ中央部のルワンダとブルンジを中心に居住する「3つの民族」集団の一つ。16世紀頃の牧畜民に起源を有するとみられる集団で、少数派であったがルワンダ、ブルンジで王室を支えていたために、第1次世界大戦後のドイツ、ベルギーの植民地支配の際に、農耕民であったフツや狩猟採集民のトゥワに対する間接統治者として支配階級となった。1960年代頃から独立運動が盛んになると多数派のフツと軋轢を生じるようになり、1994年にはルワンダ紛争で50万人から100万人にも及ぶツチの人々が虐殺されている。
近年では、ツチもフツも同じ人種（バントゥー系）との見解が主流となりつつあるため「ツチ族」「フツ族」という表現は使われなくなってきており、本記事も単に「ツチ」「フツ」と表記する。共同通信社の『記者ハンドブック 新聞用字用語集』(第14版)では、「ツチ族」「フツ族」は、「ツチ人」「フツ人」「ツチ」「フツ」と改めることとしている。

## 概要
ヒューマン・ライツ・ウォッチによると、1994年のルワンダ紛争時の虐殺にも拘らずツチの人口の77%程度がルワンダに居住し、ルワンダでは少数派ながら大統領を輩出している。しかし、歴史的経緯から内政ではフツとの正面からの衝突は避けている。ツチとフツは同じ言語・宗教を共有しており、その文化も概ね似通っているため、ツチ系とフツ系の結婚もよくみられ（フツ系の男性とツチ系の女性の結婚が多く、その逆はまれである）、現代に至っては表面的にフツ系なのかツチ系なのかを意識する機会は減っているといわれ、文脈によっては単純に支配階層のことを指してツチという言葉を用いることも増えてきている。しかしながら、近年まで続いた国内紛争やツチ系ゲリラによるフツ系住民の襲撃による難民化などから、個々の住民は今なお、自らがどちらに属しているのかを内面的に自覚しているとされる。

## 起源に関する議論
ツチは、ヨーロッパ人の到来と共にジョン・ハニング・スピークに始まるハム仮説系の説では15世紀にエチオピアから牧畜を生業とするツチが同地域に来て18世紀までフツとトゥワを征服した、としてナイル系の半ハム人種であるとされた。しかし実際にはフツとツチは元々互いに境界の明白でないバントゥー系の集団で、植民地化を進めたドイツ人とベルギー人が植民地政策のために、ツチを中間支配者として利用したと考えられている。ツチは牛飼いや戦士であり、フツは農耕民が多かった。特にベルギー当局はウシを10頭以上持つ者、鼻の高いものをツチとし支配階層に据えた。Y染色体の遺伝子解析の結果、ツチがエチオピア系の遺伝子を持つ根拠は見つからなかった。

## 脚註
1. ↑  "Numbers", Leave None to Tell the Story: Genocide in Rwanda, ヒューマン・ライツ・ウォッチ
2. ↑  饗場和彦「ルワンダにおける1994年のジェノサイド : その経緯，構造，国内的・国際的要因」『社会科学研究』第19巻、徳島大学総合科学部、2006年1月、35-86頁、ISSN 09146377、NAID 120002932274。
3. ↑  佐藤里香「「構造的人種主義」の生成過程からみるルワンダの紛争要因 : 制度と社会状況からの考察」立教大学 博士論文(社会デザイン学)、甲第382号、2014年、NAID 500000911087。
4. ↑  J.R. Luis and D.J. Rowold and M. Regueiro and B. Caeiro and C. Cinnioğlu and C. Roseman and P.A. Underhill and L.L. Cavalli-Sforza and R.J. Herrera (2004). “The Levant versus the Horn of Africa: Evidence for Bidirectional Corridors of Human Migrations”. The American Journal of Human Genetics 74 (3):  532-544. doi:10.1086/382286. ISSN 0002-9297.